# Белошапочный сорокопут Рюппеля
Белошапочный сорокопут Рюппеля (лат. Eurocephalus ruppelli) — вид птиц семейства сорокопутовых. Подвидов не выделяют. Распространён на востоке Африки от юго-востока Южного Судана и юга Эфиопии до Танзании. Видовое название дано в честь немецкого зоолога и ботаника Эдуарда Рюппеля (нем. Wilhelm Peter Eduard Simon Rüppell; 1794—1884).

## Описание
Белошапочный сорокопут Рюппеля достигает длины 19—23 см и массы от 42 до 58 г. Половой диморфизм не выражен. У взрослых особей лоб, макушка и затылок белые, лицевая маска тускло-чёрного цвета идёт от основания клюва через глаз до кроющих ушей и боковой стороны шеи. Верхняя часть тела коричневая, темнее на нижней части спины; надхвостье и верхние кроющие перья хвоста белого цвета. Верхняя сторона крыльев и хвост тёмно-коричневые. Нижняя часть тела от подбородка до нижних кроющих перьев хвоста белого цвета. Бока и испод крыльев тускло-коричневые. Радужная оболочка тёмно-коричневая; клюв чёрный; ноги тёмно-серые или коричневые.
Молодые особи темнее взрослых, отличительными признаками являются: верхняя часть головы ото лба до затылка коричневого цвета, черноватая область под глазами, кроющие перья крыльев и перья на спине со светлыми краями и кончиками, белое горло, серо-коричневая грудь со слабой узкой полосой, белое брюхо, клюв бледнее, чем у взрослой особи. Неполовозрелые особи похожи на молодых, но голова более бледная с белой макушкой.
Белошапочный сорокопут Рюппеля обладает сложным репертуаром с шумным, резким носовым звучанием, очень похожим на голос E. anguitimens, но ускоренным. Позывки обычно короткие, довольно высокие, иногда одиночный пронзительный крик или писк, или 2-3 стрекочущих, повторяющихся резких «kek-kek», «kak-kak» или «chee-cheee»; также более длинные фразы, состоящие из быстрых серий нот, например «chrrk», «wirk-wirk», «yeark-yerk», «wuk-wuk», или «yerk-yerk-yerk-yerk»; также блеющий крик «weeyer wók». Молодь издает резкий «skeet».

## Распространение и места обитания
Белошапочный сорокопут Рюппеля распространён на востоке Африки от юго-востока Южного Судана и юга Эфиопии до Танзании. Обитает в районах с сухими терновыми кустарниками и в открытых лесных массивах с преобладанием акации (Acacia) или коммифоры (Commiphora). В Сомали встречается на плато, в открытой местности с лесами из акации и алоэ (Acacia-Aloe) или на высоких деревьях мимозы, граничащих с пересохшими водотоками. В Кении встречается на высоте до 2200 м над уровнем моря, но обычно ниже 1400 м, избегая большинства влажных районов. Вблизи человеческого жилья проникает в сады и парки.

## Биология
Белошапочный сорокопут Рюппеля охотится обычно небольшими группами. Питается в основном насекомыми, изредка ягодами. В состав рациона входят жесткокрылые (Coleoptera), прямокрылые (Orthoptera) и чешуекрылые (Lepidoptera) (крылья бабочек удаляются и выбрасываются). Высматривает добычу с высоты 3—7 м от земли, но добывает преимущественно на земле, иногда прыгает за насекомыми по земле. Часто ловит насекомых в воздухе и собирает с листвы.

### Размножение
Период размножения варьируется в зависимости от региона, но, по-видимому, всегда приходится на соответствующий сезон дождей в регионе. В регионах, где дважды в год выпадают сильные дожди, также бывает два выводка за сезон. Сезон размножения приходится на март—май и октябрь в Эфиопии, август—декабрь в Судане, март—июнь в Сомали, январь—апрель/май и ноябрь в Кении и июнь—декабрь в Танзании. Белошапочный сорокопут Рюппеля — моногамная птица, однако есть свидетельства по крайней мере отдельных случаев использования помощников для размножения, которые помогают родителям в выращивании потомства. Гнездо располагается в развилке ветвей дерева, обычно акации, на высоте от 4-х до 6-и метров от земли, и представляет собой компактную чашеобразную конструкцию из аккуратно переплетенных трав, обернутую слоем паутины. Этот сероватый внешний слой придает гнезду некоторую маскировку и, если смотреть с некоторого расстояния, может напоминать комок глины. При среднем внутреннем диаметре 7,5 см и внешнем диаметре около 12 см гнездо довольно маленькое по сравнению с размером птиц. В кладке обычно 2—4 яйца, но в некоторых случаях сообщается о 7 яйцах в гнезде, что может указывать на случаи внутривидового паразитизма. Основная окраска скорлупы чисто белая или беловатая со слабым лиловым оттенком. Пятна неправильной формы, размером до 3 мм; жёлтого, коричневого, серого или фиолетового цвета, разбросаны по всей скорлупе. Размер яиц составляет около 25,5—28 х 21 мм. Продолжительность инкубационного периода и оперения птенцов не описаны. После оперения молодые птицы остаются рядом со взрослыми птицами ещё около трех месяцев.